# Micheline Presle

Micheline Presle, teljes születési nevén Micheline Nicole Julia Émilienne Chassagne (Párizs, 1922. augusztus 22. – Nogent-sur-Marne, 2024. február 21.) francia színésznő.

## Élete
1938-ban statisztaként kezdett dolgozni a színpadon és mellékszereplőként filmekben.
1950 és 1954 között William Marshall (1917–1994) rendező házastársa volt. Lánya, Tonie Marshall (1951–2020) szintén színésznőként dolgozott. Micheline Presle 2004-ben életművéért megkapta a César-díjat.

## Filmjei
- 1938: Je chante
- 1939: Jeunes filles en détresse
- 1939: Rajongás (Paradis perdu)
- 1940: Szerelmes asszonyok (Elles étaient douze femmes)
- 1940: A boldogság komédiája (La comédie du bonheur)
- 1941: Pipo 7 éjszakája (Parade en 7 nuits)
- 1941: Pajzán história (Histoire de rire)
- 1942: Szédült éjszaka (La nuit fantastique)
- 1942: Csereházasság (La belle aventure)
- 1943: Un seul amour
- 1944: Színésznő szerelme (Félicie Nanteuil)
- 1945: Falbalas
- 1945: Boule de suif (Boule de suif)
- 1947: A test ördöge (Le diable au corps)
- 1947: A játék véget ért (Les jeux sont faits)
- 1950: An American guerrilla in the Philippines
- 1950: Gli ultimi giorni di Pompei
- 1951: Adventures of Captain Fabian
- 1953: Kaméliás hölgy (La dame aux camélias)
- 1953: Egy nap a parkban (Villa Borghese)
- 1954: A Versailles-i kastély (Si Versailles m’était conté)
- 1954: A Ricordi-ház (Casa Ricordi)
- 1955: Napóleon (Napoléon)
- 1955: Tizenhárman az asztalnál (Treize à table)
- 1956: Túl szép a menyasszony (La mariée est trop belle)
- 1957: Nőstényfarkasok (Les louves)
- 1958: Christine
- 1959: Blind Date
- 1960: Herrin der Welt
- 1960: Báró a zsilipen (Le baron de l’écluse)
- 1961: L’assassino
- 1962: Az ördög és a tízparancsolat (Le diable et les dix commandements)
- 1962: Nősülni kötelező (If a Man Answers)
- 1962: Császári Vénusz (Venere imperiale)
- 1963: A díj (The Prize)
- 1964: Férfivadászat (La chasse à l’homme)
- 1965–1971: Les saintes chéries (sorozat, 39 epizód)
- 1966: Az apáca (La religieuse / Suzanne Simonin, la religieuse de Diderot)
- 1966: Szívkirály (Le roi de cœur)
- 1970: Szamárbőr (Peau d’âne)
- 1971: Olajkeresők (Les pétroleuses)
- 1972: Clochemerle; tévésorozat; öt epizódban
- 1973: L’événement le plus important depuis que l’homme a marché sur la lune
- 1976: Néa
- 1976: Mords pas, on t’aime
- 1978: Menj a mamához, a papa dolgozik (Va voir maman, papa travaille)
- 1984: Le sang des autres
- 1987: Point d’orgue
- 1987: Alouette, je te plumerai
- 1988: Mignon elutazott (Mignon è partita)
- 1988: Haza akarok menni (I Want to Go Home)
- 1989: IChamp clos
- 1989: La fête des pères
- 1992: Je m’appelle Victor
- 1993: Fanfan
- 1993: Rapt à crédit
- 1993: Pas très catholique
- 1994: Alibi en or
- 1995: Nyomorultak (Les misérables)
- 1995: Le journal du séducteur
- 1996: A szerelmes szakács 1001 receptje (Shekvarebuli kulinaris ataserti retsepti / A Chef in Love)
- 1996: Nem kellett volna!… (Fallait pas!…)
- 1998: Monte Cristo grófja (Le comte de Monte Christo; tévé-minisorozat; négy epizód)
- 1999: Vénusz szépségszalon (Vénus beauté (institut))
- 1999: A vér szava (Le lien du sang); tévéfilm
- 2000: Anna Korzikán (Anne en Corse); tévéfilm
- 2001: Les âmes câlines
- 2001: Vertiges de l’amour
- 2003: Élet a szabad levegőn (La vie au grand air); tévéfilm
- 2003: Jean Moulin, une affaire française; tévésorozat
- 2003: Szívem csücske: Chouchou (Chouchou)
- 2004: Saltimbank
- 2005: Vénusz és Apolló (Vénus & Apollon); tévésorozat
- 2007: Candidat libre
- 2007: Vous êtes de la police?
- 2008: Egy ember és kutyája (Un homme et son chien)
- 2009: Plein sud
- 2010: Hitler Hollywoodban (Hitler à Hollywood)
- 2011: Bankable (sorozat)
- 2012: Comme des frères
- 2014: Szex, szerelem, terápia (Tu veux ou tu veux pas)

## Fordítás
- Ez a szócikk részben vagy egészben a Micheline Presle című német Wikipédia-szócikk fordításán alapul.  Az eredeti cikk szerkesztőit annak laptörténete sorolja fel. Ez a jelzés csupán a megfogalmazás eredetét és a szerzői jogokat jelzi, nem szolgál a cikkben szereplő információk forrásmegjelöléseként.